# Bogate
Bogate is een plaats in het Poolse district  Przasnyski, woiwodschap Mazovië. De plaats maakt deel uit van de gemeente Przasnysz en telt 610 inwoners.